# Espartaco (película)
Espartaco (Spartacus) es una película estadounidense de 1960 dirigida por Stanley Kubrick y basada en la novela histórica homónima de Howard Fast. Contó con la actuación de Kirk Douglas, Laurence Olivier, Jean Simmons, John Gavin, Charles Laughton, Peter Ustinov, Herbert Lom, Woody Strode y Tony Curtis. El guion, escrito por Dalton Trumbo, retrata la figura de Espartaco y los hechos ocurridos durante la tercera guerra servil. La película fue galardonada con 4 premios Óscar, y otros 4 premios más.
Forma parte del AFI's 10 Top 10 en la categoría de "Películas épicas". En el 2017, la película fue considerada «cultural, histórica y estéticamente significativa» por la Biblioteca del Congreso de Estados Unidos y seleccionada para su preservación en el National Film Registry.

## Argumento
En una cantera de Tracia, un esclavo llamado Espartaco trata de ayudar a un anciano que cae agotado por el peso de su carga; por ello, Espartaco es azotado por los guardias. Entonces llega Léntulo Batiato, mercader de esclavos y dirigente de una escuela de gladiadores en Capua, y decide llevarse a Espartaco con él.
Ya en Capua, Espartaco comienza a luchar adiestrado por el provocador Marcelo, gladiador retirado y convertido en doctor. Con el paso del tiempo, Espartaco se enamora de una esclava llamada Varinia, a la que decide no tocar cuando la obligan a pasar una noche con él. Dos romanos, Craso y Glabro, acompañados de dos damas patricias, llegan a la escuela de Batiato para exigir un espectáculo de lucha de dos parejas de gladiadores hasta la muerte, combate que es pagado generosamente por Craso, que además, como regalo de bodas, entrega a Glabro el mando de la guarnición de Roma. Espartaco lucha con el reciario Draba, pero este, después de vencer a Espartaco, se niega a matarlo y en lugar de eso ataca a los patricios, y es muerto por Craso. Inconforme por estos abusos y por la venta de Varinia, a la que Craso ha comprado por un alto precio pidiendo que la envíen a su villa de Roma, Espartaco encabeza una rebelión tras matar a Marcelo, y los gladiadores huyen de Capua después de reducirla a cenizas.
Se habla de los hechos de Capua en el senado, y algunos de sus miembros claman por la ayuda de Pompeyo, pero otro senador, Tiberio Sempronio Graco, sugiere que sea la guarnición romana de Glabro la que acabe con los esclavos, y el senado acepta. Poco después, el rico Craso llega a su ostentosa villa y, tras hablar con Glabro, se da cuenta de los verdaderos planes de Graco.
Mientras tanto, los esclavos se divierten haciendo pelear a los romanos unos contra otros. Espartaco logra reencontrarse con Varinia. Cada día que pasa, Espartaco reúne más hombres y mujeres en sus filas. Para poder embarcar a su gente rumbo a la libertad, Espartaco habla en su campamento con unos piratas cilicios y trata de llegar a un acuerdo con ellos. De repente, ataca a los esclavos la tropa de Glabro, que ha sido demasiado imprudente y ni siquiera ha fortificado su campamento, por lo que es fácilmente derrotado y humillado ante todos.
Glabro llega a Roma y cuenta su historia en el senado. Craso, después de reprender a Glabro por su incompetencia y condenarlo al exilio, decide retirarse de la política, y es objeto de las burlas del Senado y de Graco.
Mientras tanto, los esclavos continúan con su éxodo rumbo a la ciudad de Brundisium. Por el camino, Espartaco recibe la noticia de que Varinia espera un hijo.
En el senado, se discute sobre si se ha de dejar partir a los esclavos. los optimates están a favor, pero los populares, encabezados por el joven pupilo de Graco, Cayo Julio César, se oponen. Graco envía dos legiones contra los esclavos, pero son derrotados. Craso trata de convencer a César de que abandone a los populares y se pase a los optimates, pero César rehúsa. Graco ofrece a Craso el mando de 8 legiones contra Espartaco, y Craso pone un precio: ser nombrado dictador. Graco no quiere dárselo a Craso, y tiene un acuerdo con los piratas cilicios para que dejen partir a Espartaco. Al llegar a Brindisi, el enviado de los piratas, Tigranes, le dice a Espartaco que las naves no están disponibles (ya que Craso los ha sobornado) y que Pompeyo ha desembarcado en Roma. Además, se espera que Lucio Licinio Lúculo desembarque en poco tiempo. Espartaco se ve obligado a huir hacia el norte. Mientras tanto, en Roma, Craso consigue el mando de las legiones.
Ambos ejércitos se enfrentan en la Batalla del Río Silario, en la que son derrotados de manera aplastante Espartaco y sus hombres, y los que no mueren son apresados. En pleno campo de batalla, Craso, con ayuda de Batiato, localiza a Varinia y a su hijo recién nacido. Ante los esclavos vencidos, Craso les propone un trato:

No serán crucificados si Espartaco se entrega a las legiones romanas.

Entonces cada esclavo se levanta y dice que es Espartaco, en honor a la persona que durante un tiempo los hizo sentirse libres. Muchos esclavos son crucificados a lo largo de la vía Apia hacia Roma, pero Espartaco ha logrado sobrevivir. Mientras, en casa de Graco, César acude ante él, pero esta vez como aliado de Craso, y se lo lleva detenido. En pleno Senado, Craso condena a Graco al exilio, pero solo para usarlo como una posible marioneta. Ya en su villa, Craso parece estar enamorado de Varinia, pero esta lo rechaza, argumentando que es un hombre muy distinto de Espartaco.
Como colofón de su triunfo, Craso hace que los esclavos supervivientes luchen a muerte entre sí. Espartaco lucha contra Antonino, que fue esclavo de Craso. Antonino intenta matar a Espartaco para evitar que lo crucifiquen, pero Espartaco logra acabar con Antonino. Craso ordena entonces que Espartaco sea crucificado al alba. Al día siguiente, Graco planea vengarse de Craso antes de suicidarse, y otorga la libertad a Varinia y a su hijo, para luego enviarla con Batiato rumbo a Aquitania. Ya fuera de Roma, Varinia ve a Espartaco en la cruz y, tras enseñarle a su hijo recién nacido, se va con el niño y con Batiato y se pierden en el horizonte. El hijo de Espartaco ya es libre, poniéndose así de relieve el éxito de la revolución, algo de lo que Espartaco se da cuenta antes de morir viéndolos marchar como personas libres.

## Reparto
- Kirk Douglas - Espartaco
- Laurence Olivier - Craso
- Jean Simmons - Varinia
- Charles Laughton - Graco (Sempronio Graco):[7]
- Peter Ustinov - Batiato
- Tony Curtis - Antonino
- John Gavin - Julio César
- John Dall - Glabro
- Nina Foch - Helena Glabro
- John Ireland - Crixo
- Herbert Lom - Tigrano
- Charles McGraw  - Marcelo
- Joanna Barnes - Claudia
- Harold J. Stone - David
- Woody Strode - Draba
- Peter Brocco - Ramon
- Paul Lambert - Gánico
- Robert J. Wilke - Capitán de la guardia
- Nick Dennis (acreditado como Nicholas Dennis) - Dioniso
- John Hoyt - Cayo
- Frederick Worlock (acreditado como Frederic) - Lelio
- Vic Perrin - Narrador

## Producción

### Guion
Kirk Douglas escogió a Dalton Trumbo para hacer el guion de Espartaco por ser uno de los más capaces guionistas existentes a pesar de que estaba en desgracia en Hollywood a causa del macartismo, por lo que tenía que escribir guiones con seudónimos.

### Preproducción
Al principio la película iba a ser dirigida por Anthony Mann. Sin embargo él se peleó con Kirk Douglas, por lo que finalmente Kubrick ocupó su lugar, el cual casi también abandona. Cabe también destacar que Jean Simmons accedió interpretar el papel de Varinia después de que éste hubiese sido rechazado por otras actrices como Elsa Martinelli, Ingrid Bergman y Jeanne Moreau.
Una vez arreglado eso Kubrick planeó rodar la película cerca de Roma, mientras que Edward Muho, que era el presidente de Universal Pictures en el entonces, quería filmarlo en Hollywood en los estudios de la Universal. Eso llevó a una disputa entre ambos, que terminó con el acuerdo de filmar las escenas exteriores de la obra cinematográfica en España y las escenas interiores en Hollywood.

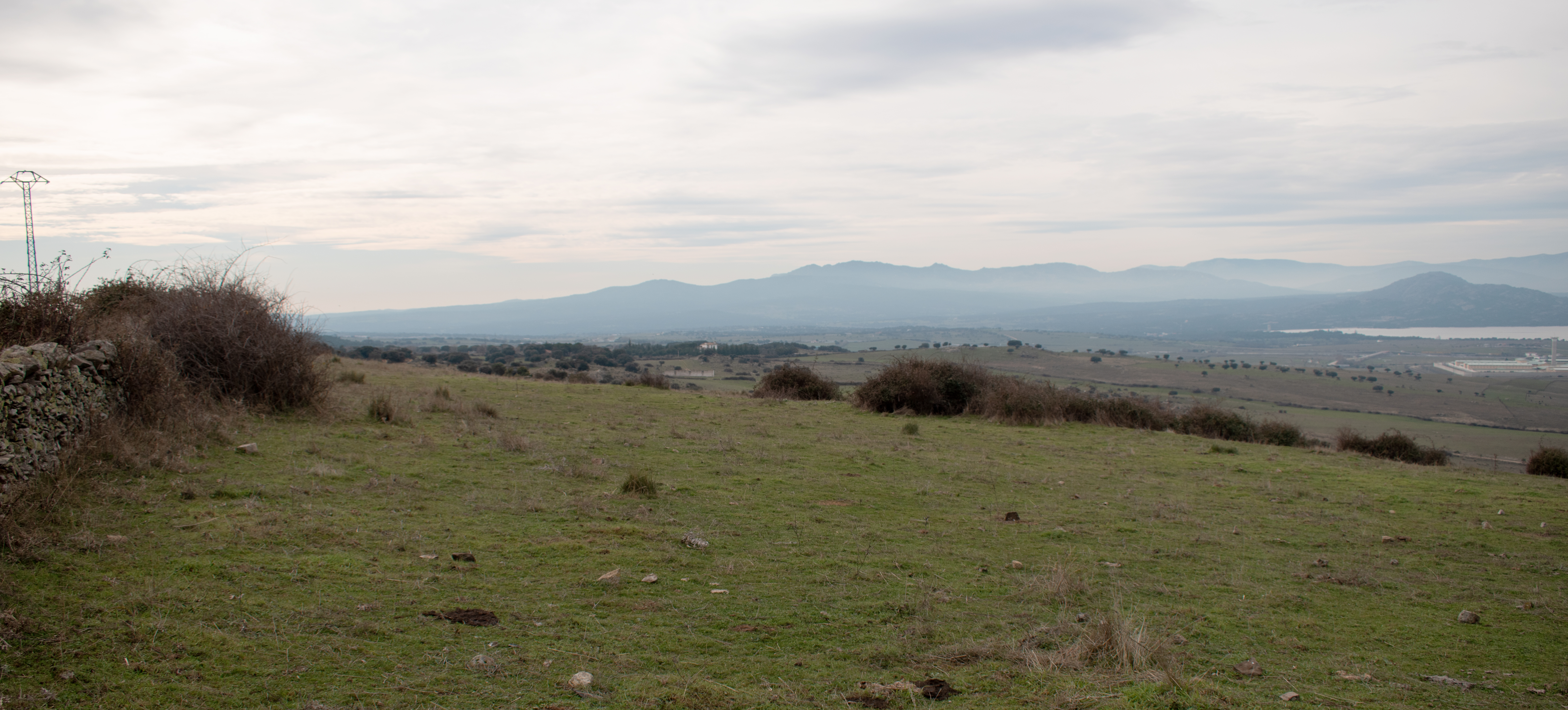
Peña del Cerro (Colmenar Viejo)
En ella se filmó una de las batallas de la película.

### Rodaje
La filmación de la película empezó el 27 de enero de 1959 y terminó a finales de 1959. Fue rodada en diversas localizaciones de España, entre ellas: la ciudad española de Alcalá de Henares (concretamente en la puerta de Madrid, el paseo de los Curas y los cerros de Alcalá); o la Peña del Cerro en Colmenar Viejo. También se filmó como acordado en los estudios de la Universal.
Para hacer la gran batalla de la película se reclutaron a 8.000 soldados españoles para que interpretasen a los soldados romanos. También se construyeron varias torres para poder dirigir toda la batalla. Finalmente, para hacer completamente la película, se contrataron hasta 10 500 extras. Para imitar a las multitudes tanto entre Espartaco. como entre Craso, se grabó el sonido ambiente de 76 000 espectadores gritando entre ese sonido ¡Salve Craso! o ¡Soy Espartaco!.
Cabe destacar, que en sí, el rodaje fue muy problemático a causa de las discusiones constantes entre Kirk Douglas y el resto del equipo, lo que alargó el rodaje. Finalmente la película, que tuvo un presupuesto inicial de 5 millones de dólares, costó finalmente por ello 12 millones de dólares.

### Posproducción
Una vez finalizado el rodaje, se mostró el filme ante una audiencia limitada, que criticó la alta violencia en ella, por lo que se eliminaron gran parte de las escenas de batalla en el metraje final.
Finalmente, en la posproducción, Douglas era también consciente de que Kubrick tenía la intención de atribuirse el guion de la película, aunque este había sido adaptado de la novela de Howard Fast por Dalton Trumbo, puesto en la lista negra de Hollywood durante el macartismo. Douglas, poderoso públicamente, se opuso a la exclusión de Trumbo, y cuando el nombre de este apareció en los créditos, la lista negra de Hollywood fue definitivamente cancelada.

## Estreno
Una vez lista para estrenarse y teniendo el verano  muy próximo, algo considerado como una mala época para estrenar un film, se decidió posponer su estreno hasta el otoño. De esa manera se estrenó la obra cinematográfica el 10 de octubre de 1960.

## Recepción
Espartaco fue un gran éxito de taquilla. Fue también recibido con júbilo en los países comunistas.  También la crítica la vio bien en ese entonces. Gracias a ello Stanley Kubrick tuvo la libertad ansiada del artista, mientras que también recibió numerosos premios que contentó a todos los demás.

## Premios

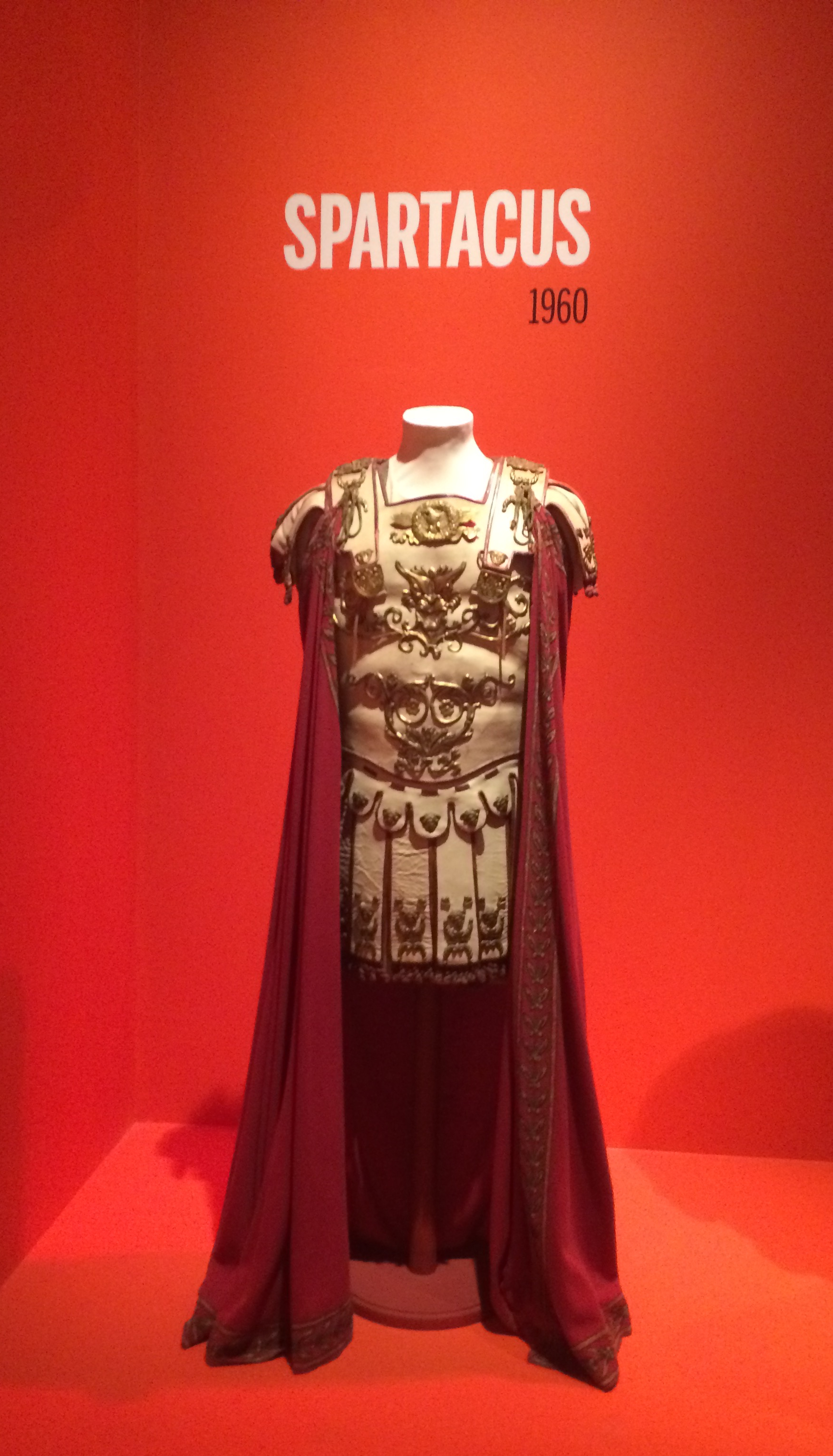
Armadura romana y túnica usada por Laurence Olivier en su papel de Marco Licinio Craso en la película Espartaco. Los artistas Arlington Valles y Bill Thomas compartieron el Óscar al mejor diseño de vestuario en la 33.ª entrega de los premios Óscar.

| Premio                   | Categoría                          | Candidatos                                                   | Resultado |
| ------------------------ | ---------------------------------- | ------------------------------------------------------------ | --------- |
| Premios Óscar            | Mejor actor de reparto             | Peter Ustinov                                                | Ganador   |
| Premios Óscar            | Mejor fotografía - Color           | Russell Metty                                                | Ganador   |
| Premios Óscar            | Mejor montaje                      | Robert Lawrence                                              | Candidato |
| Premios Óscar            | Mejor banda sonora - Original      | Alex North                                                   | Candidato |
| Premios Óscar            | Mejor diseño de producción - Color | Alexander Golitzen, Eric Orbom, Russell Gausman, Julia Heron | Ganadores |
| Premios Óscar            | Mejor diseño de vestuario - Color  | Arlington Valles, Bill Thomas                                | Ganadores |
| Premios Globo de Oro     |                                    |                                                              |           |
| Mejor Película - Drama   |                                    | Ganadora                                                     |           |
| Mejor director           | Stanley Kubrick                    | Candidato                                                    |           |
| Mejor actor - Drama      | Laurence Olivier                   | Candidato                                                    |           |
| Mejor actor de reparto   | Woody Strode                       | Candidato                                                    |           |
| Mejor actor de reparto   | Peter Ustinov                      | Candidato                                                    |           |
| Mejor banda sonora       | Alex North                         | Candidato                                                    |           |
| Premios BAFTA            |                                    |                                                              |           |
| Mejor Película           | Stanley Kubrick                    | Candidato                                                    |           |
| Writers Guild of America |                                    |                                                              |           |
| Mejor guion dramático    | Dalton Trumbo                      | Candidato                                                    |           |
| Premio Golden Reel       |                                    |                                                              |           |
| Mejor montaje de sonido  |                                    | Ganadora                                                     |           |
| Premio Laurel de Oro     |                                    |                                                              |           |
| Mejor actor              | Kirk Douglas                       | Ganador 3º lugar                                             |           |
| Mejor actor secundario   | Peter Ustinov                      | Ganador 2º lugar                                             |           |

## Censura
Después de su estreno en 1960 fue reestrenada nuevamente en 1967, con 23 minutos menos que la versión original, y otra vez, en 1991, en la que se restituían esos 23 minutos más otros 14 que habían sido censurados antes del primer estreno. La adición incluía varias secuencias de batallas violentas, así como una escena en el baño en la que Craso, general y patricio romano, en un intento de seducir a su esclavo Antonino, usa la analogía de «comer ostras» y «comer caracoles» para expresar su opinión de que la querencia carnal es más cuestión de gusto que de moralidad. Cuando la película fue reestrenada, dos años después de la muerte de Olivier, faltaba el audio original del diálogo de esta escena, por lo que tuvo que redoblarse. Tony Curtis pudo doblar su papel, pero la voz de Laurence Olivier tuvo que ser imitada por Anthony Hopkins.